# Castelspina
Castelspina (piemontesisch Castiè d'la Speina) ist eine Gemeinde in der italienischen Provinz Alessandria (AL), Region Piemont.

## Lage und Einwohner
Die Gemeinde Castelspina liegt rund 15 Kilometer südlich von der Provinzhauptstadt Alessandria entfernt. Das Gemeindegebiet umfasst eine Fläche von 5,47 km² und hat 385 (Stand 31. Dezember 2023) Einwohner. Westlich der Gemeinde fließt die Bormida und im Osten durchläuft die Autostrada A26 das Gemeindegebiet.
Die Nachbargemeinden sind Castellazzo Bormida, Gamalero, Predosa und Sezzadio.

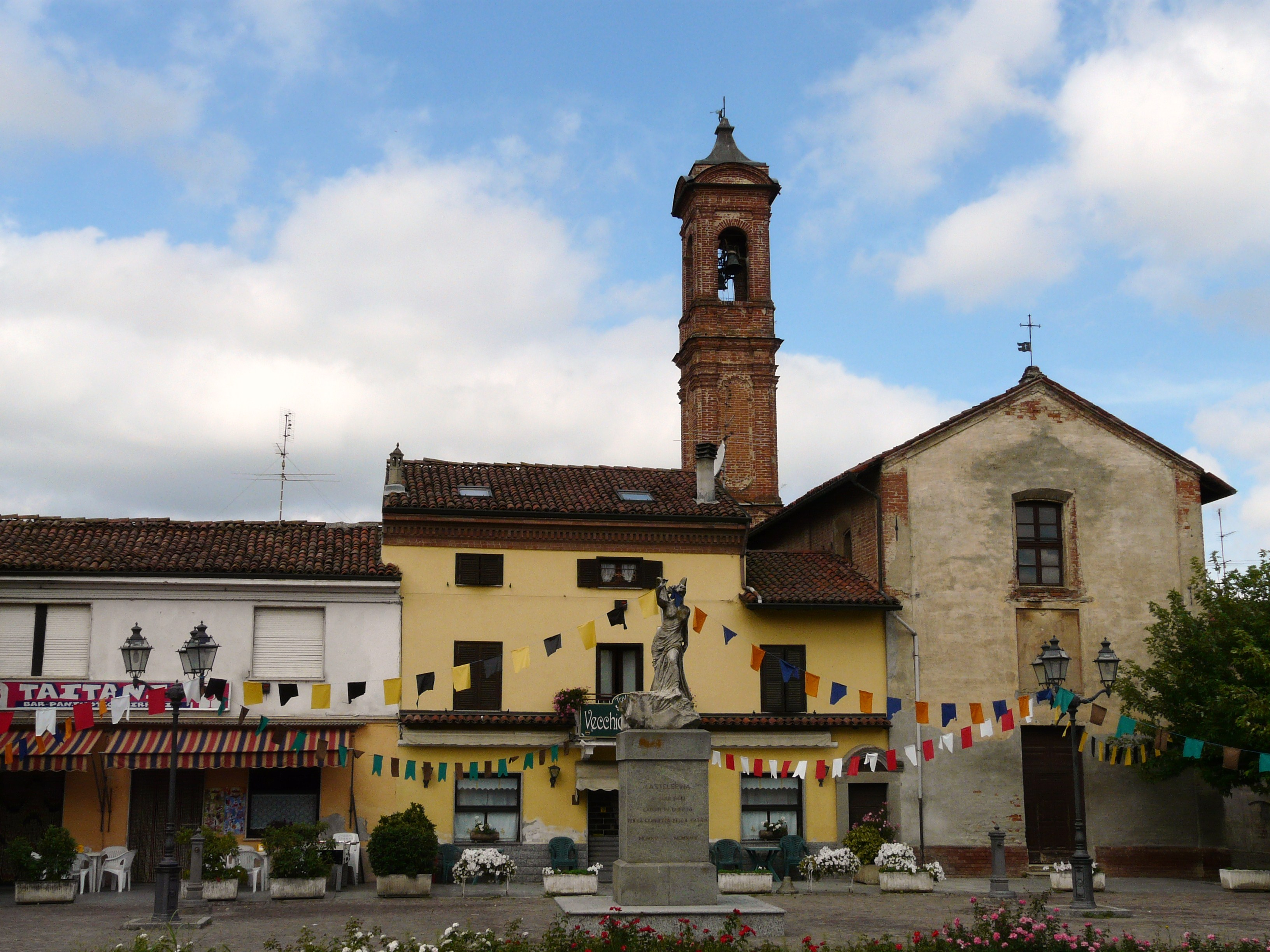
Im Zentrum von Castelspina

## Geschichte

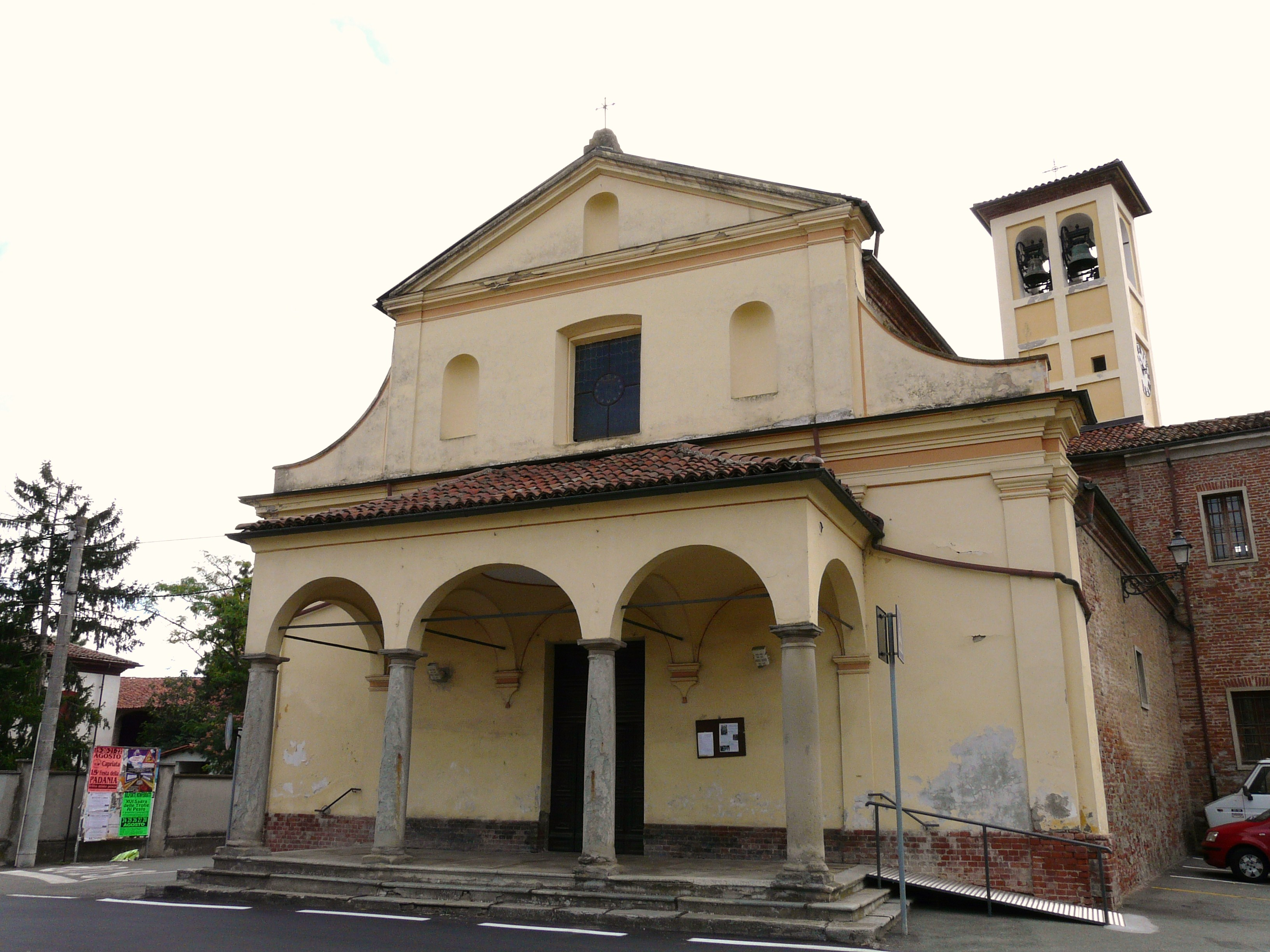
Kirche Jungfrau Maria

Der Ortsname ist seit 1186 in der Form CASTRI VETERIS bezeugt, die später, im Jahr 1304, zu CASTRUM SPINAE wurde. Früher bekannt als „Villa“ oder „Castello dei Malavicini“, nach dem Namen der alten Herren, erhielt es später den Namen „Castelvecchio“, als das Schloss „della Spina“ gebaut wurde.
Es gibt nur wenige historische Informationen über seine frühen Ereignisse. Seine Ursprünge scheinen bis ins Mittelalter zurückzugehen, zwischen dem 12. und 13. Jahrhundert. Zunächst scheint es zur nahe gelegenen Gemeinde Gamondio, dem heutigen Castellazzo Bormida, zu gehören. Seine weitere Geschichte ist eng mit der Burg Spina verbunden, die einigen Gelehrten zufolge um das Jahr 1100 in der Gegend namens Pian Castello, einem landwirtschaftlich genutzten Gebiet des Dorfes, erbaut wurde. Im 14. Jahrhundert wurde es von internen Kämpfen zwischen Welfen und Ghibellinen heimgesucht und geriet im gleichen Zeitraum unter die Herrschaft der Viscontis. Nach dem Tod von Gian Galeazzo Visconti im Jahr 1402 fiel es in die Hände der Franzosen.
Das Mutterhaus der Suore Francescane Angeline (Angelinische Franziskanerinnen), die zur Familie der Franziskanerinnen zählt, befindet sich in Castelspina. Es wurde 1883 von einem Mönch aus Castelspina, Pater Innocenzo Gamalero, und Mutter Chiara Ricci, einer Nonne, für die derzeit der Seligsprechungsprozess läuft, gegründet.

## Sehenswürdigkeiten
Zu den Zeugnissen von größtem historisch-architektonischen Wert zählen die alten Mauern des Schlosses, das Oratorium und die Pfarrkirche Mariä Himmelfahrt, die 1628 nach dem Abriss des bereits 1383 bestehenden ursprünglichen Gebäudes erbaut wurden. Im Inneren befindet sich ein interessantes Altarbild aus dem 17. Jahrhundert mit der Madonna vom Rosenkranz, eine Kopie des Gemäldes von Giovanni Battista Crespi, bekannt als Cerano, das heute in der Pinacoteca di Brera aufbewahrt wird.